# اليكسا دافالوس
اليكسا دافالوس (بالفرنسية: Alexa Davalos)‏ مواليد 28 مايو 1982 في باريس، هي ممثلة أمريكية بدأت مسيرتها الفنية عام 2002.

## وصلات خارجية
- اليكسا دافالوس على موقع IMDb (الإنجليزية)
- اليكسا دافالوس على موقع ميتاكريتيك (الإنجليزية)
- اليكسا دافالوس على موقع روتن توميتوز (الإنجليزية)
- اليكسا دافالوس على موقع قاعدة بيانات الأفلام العربية
- اليكسا دافالوس على موقع ألو سيني (الفرنسية)
- اليكسا دافالوس على موقع أول موفي (الإنجليزية)
- اليكسا دافالوس على موقع بوكس أوفيس موجو (الإنجليزية)
- اليكسا دافالوس على موقع قاعدة بيانات الأفلام السويدية (السويدية)
- اليكسا دافالوس على موقع إن إن دي بي (الإنجليزية)
- اليكسا دافالوس على موقع قاعدة بيانات الفيلم (الإنجليزية)